# الیویکال
الیویکال (به انگلیسی: Alivoikkal) یک منطقهٔ مسکونی در هند است که در تامیل نادو واقع شده‌است.

## خصوصیات
الیویکال ۳٬۷۱۷ نفر جمعیت دارد.